# This Is How We Do
This Is How We Do è un singolo della cantante statunitense Katy Perry, pubblicato il 12 agosto 2014 come quinto estratto dal quarto album in studio Prism.

## Video musicale
Il video musicale, diretto da Joel Kefali, è stato reso disponibile tramite il canale Vevo-YouTube della cantante il 31 luglio 2014. È stato definito da Billboard come «un'esplosione pop art, moda vintage e coni gelati che fanno twerk».

## Tracce
Testi e musiche di Katy Perry, Klas Åhlund e Max Martin.
Download digitale
1. This Is How We Do – 3:24

Download digitale – Remix
1. This Is How We Do (feat. Riff Raff) – 3:23

## Formazione
Musicisti
- Katy Perry – voce
- Klas Åhlund – programmazione
- Max Martin – programmazione

Produzione
- Klas Åhlund – produzione
- Max Martin – produzione
- Șerban Ghenea – missaggio
- Michael Ilbert – ingegneria del suono
- Peter Carlsson – ingegneria del suono
- Sam Holland – ingegneria del suono
- Cory Bice – assistenza all'ingegneria del suono
- Chris Gehringer – mastering
- John Hanes – assistenza al missaggio

## Successo commerciale
This Is How We Do ha raggiunto la vetta della Dance Club Songs statunitense.

## Classifiche

### Classifiche settimanali
| Classifica (2014) | Posizione massima |
| ----------------- | ----------------- |
| Australia         | 18                |
| Austria           | 14                |
| Belgio (Fiandre)  | 36                |
| Belgio (Vallonia) | 37                |
| Canada            | 9                 |
| Francia           | 41                |
| Germania          | 34                |
| Irlanda           | 31                |
| Italia            | 41                |
| Libano            | 15                |
| Nuova Zelanda     | 13                |
| Paesi Bassi       | 20                |
| Regno Unito       | 33                |
| Repubblica Ceca   | 12                |
| Slovacchia        | 17                |
| Slovenia          | 48                |
| Stati Uniti       | 24                |
| Svezia            | 26                |
| Svizzera          | 36                |

### Classifiche di fine anno
| Classifica (2014) | Posizione |
| ----------------- | --------- |
| Australia         | 89        |
| Canada            | 61        |
| Paesi Bassi       | 84        |